# JR貨物UT07C形コンテナ

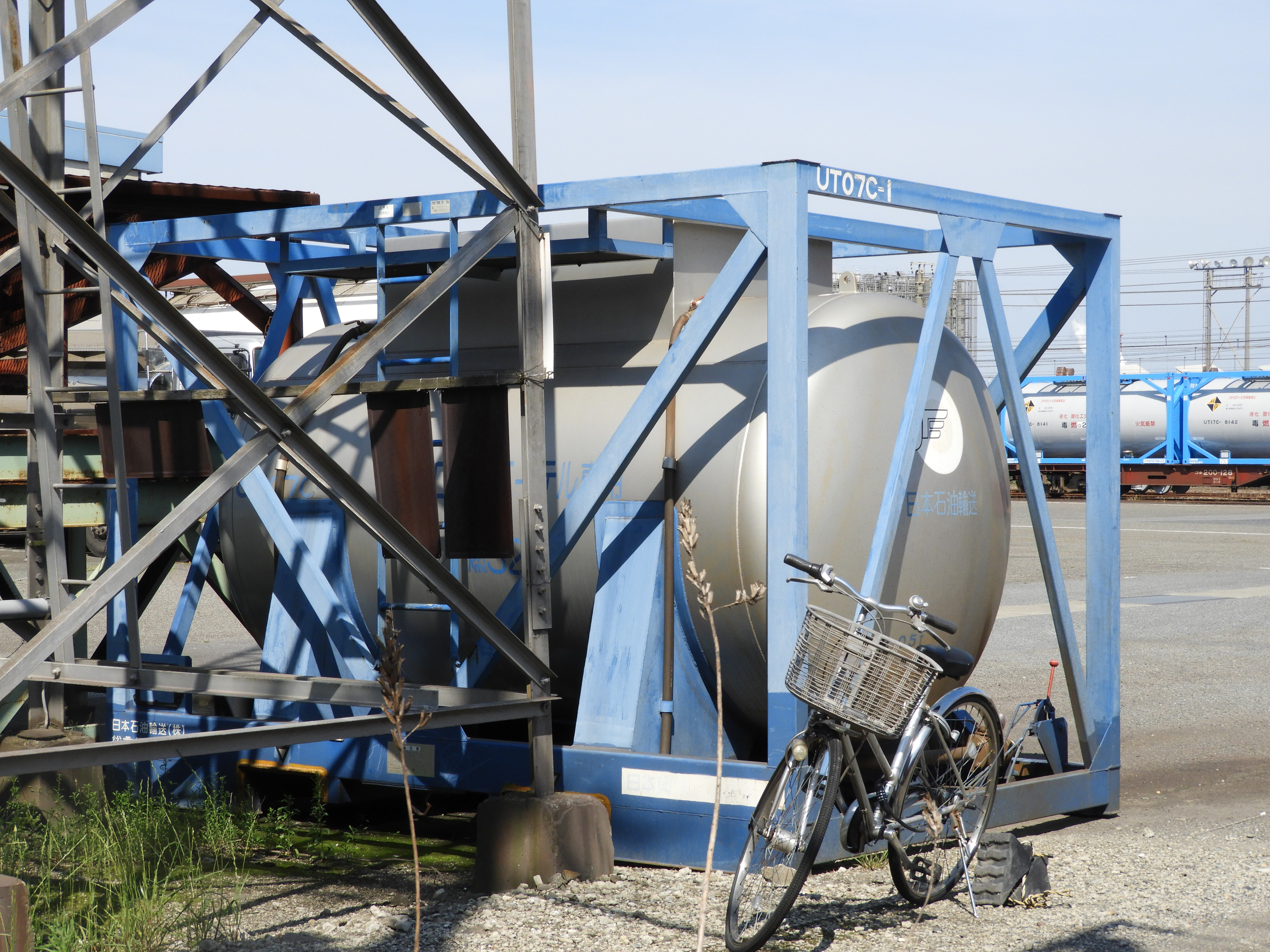
UT07C-1　川崎貨物駅にて

UT07C形コンテナ（UT07Cがたコンテナ）は、日本貨物鉄道（JR貨物）が輸送用として籍を編入している12ft形の、私有コンテナ（タンクコンテナ）である。
形式の数字部位 「 07 」のうち、一桁目の「 0 」は既存の「 UC7C 」との区別のために付与されている、「区別用数字」となっている。このために二桁目の「 7 」を元にコンテナの容積が決定される。このコンテナ容積7㎥の算出は、厳密には端数四捨五入計算の為に、内容積6.5 - 7.4㎥の間に属するコンテナが対象となる。また形式末尾のアルファベット一桁部位 「 C 」は、コンテナの使用用途（主たる目的）が 「 危険品の輸送 」を表す記号として付与されている。

## 番号別概説
1
日本石油輸送が所有しているイソプロピルエーテル専用コンテナ。最大総重量6.8t。

## 外部サイト
コンテナの絵本